# Yevgeni Makeyev
Yevgeni Vladimirovich Makeyev hay Evgeniy Makeev (tiếng Nga: Евгений Владимирович Макеев; sinh ngày 24 tháng 7 năm 1989) là một cầu thủ bóng đá chuyên nghiệp người Nga. Anh hiện đang thi đấu cho câu lạc bộ Armenia FC Ararat Yerevan ở vị trí trung vệ hay hậu vệ cánh trái.

## Sự nghiệp câu lạc bộ
Anh có màn ra mắt tại Giải bóng đá ngoại hạng Nga vào ngày 15 tháng 3 năm 2009 trong trận đấu với F.K. Zenit St. Petersburg.
Makeyev có thể thi đấu ở vị trí tiền vệ ở hai cánh, nhưng thường là ở phía bên trái.

## Sự nghiệp quốc tế
Makeyev là một phần của U-21 Nga tham dự Vòng loại giải vô địch bóng đá U-21 châu Âu 2011.
Vào tháng 3 năm 2011, lần đầu tiên anh được triệu tập vào Đội tuyển bóng đá quốc gia Nga. Anh ra mắt cho đội tuyển quốc gia vào ngày 29 tháng 3 năm 2011 trong trận giao hữu với Qatar sau khi vào sân từ giữa hiệp thay cho Yuri Zhirkov. Sau một thời gian không được triệu tập, anh lại thi đấu cho đội tuyển vào ngày 18 tháng 11 năm 2014 trong trận giao hữu với Hungary.

## Đời sống cá nhân
Bố của anh là ông Vladimir Makeyev từng thi đấu ở Russian First League ở thập niên 1990 cho F.K. Zhemchuzhina Sochi, FC Baltika Kaliningrad và FC Chkalovets Novosibirsk.

## Thống kê sự nghiệp

### Câu lạc bộ
Tính đến 13 tháng 5 năm 2018
| Câu lạc bộ             | Mùa giải            | Giải vô địch                | Giải vô địch | Giải vô địch | Cúp     | Cúp       | Châu lục | Châu lục  | Tổng cộng | Tổng cộng |
| Câu lạc bộ             | Mùa giải            | Hạng đấu                    | Số trận      | Bàn thắng    | Số trận | Bàn thắng | Số trận  | Bàn thắng | Số trận   | Bàn thắng |
| ---------------------- | ------------------- | --------------------------- | ------------ | ------------ | ------- | --------- | -------- | --------- | --------- | --------- |
| FC Sheksna Cherepovets | 2006                | PFL                         | 28           | 1            | 1       | 0         | –        | –         | 29        | 1         |
| FC Sheksna Cherepovets | 2007                | PFL                         | 14           | 1            | 1       | 0         | –        | –         | 15        | 1         |
| FC Sheksna Cherepovets | Tổng cộng           | Tổng cộng                   | 42           | 2            | 2       | 0         | 0        | 0         | 44        | 2         |
| F.K. Spartak Moskva    | 2007                | Giải bóng đá ngoại hạng Nga | 0            | 0            | 0       | 0         | 0        | 0         | 0         | 0         |
| F.K. Spartak Moskva    | 2008                | Giải bóng đá ngoại hạng Nga | 0            | 0            | 0       | 0         | 0        | 0         | 0         | 0         |
| F.K. Spartak Moskva    | 2009                | Giải bóng đá ngoại hạng Nga | 20           | 2            | 2       | 1         | –        | –         | 22        | 3         |
| F.K. Spartak Moskva    | 2010                | Giải bóng đá ngoại hạng Nga | 22           | 0            | 1       | 0         | 6        | 0         | 29        | 0         |
| F.K. Spartak Moskva    | 2011–12             | Giải bóng đá ngoại hạng Nga | 35           | 1            | 4       | 0         | 7        | 0         | 46        | 1         |
| F.K. Spartak Moskva    | 2012–13             | Giải bóng đá ngoại hạng Nga | 22           | 0            | 2       | 0         | 7        | 0         | 31        | 0         |
| F.K. Spartak Moskva    | 2013–14             | Giải bóng đá ngoại hạng Nga | 24           | 0            | 2       | 0         | 2        | 0         | 28        | 0         |
| F.K. Spartak Moskva    | 2014–15             | Giải bóng đá ngoại hạng Nga | 25           | 0            | 2       | 0         | –        | –         | 27        | 0         |
| F.K. Spartak Moskva    | 2015–16             | Giải bóng đá ngoại hạng Nga | 15           | 0            | 1       | 0         | –        | –         | 16        | 0         |
| F.K. Spartak Moskva    | 2016–17             | Giải bóng đá ngoại hạng Nga | 2            | 0            | 0       | 0         | 1        | 0         | 3         | 0         |
| F.K. Spartak Moskva    | Tổng cộng           | Tổng cộng                   | 165          | 3            | 14      | 1         | 23       | 0         | 202       | 4         |
| F.K. Spartak-2 Moskva  | 2014–15             | PFL                         | 1            | 0            | –       | –         | –        | –         | 1         | 0         |
| F.K. Spartak-2 Moskva  | 2016–17             | FNL                         | 5            | 1            | –       | –         | –        | –         | 5         | 1         |
| F.K. Spartak-2 Moskva  | Tổng cộng           | Tổng cộng                   | 6            | 1            | 0       | 0         | 0        | 0         | 6         | 1         |
| F.K. Rostov            | 2017–18             | Giải bóng đá ngoại hạng Nga | 16           | 0            | 2       | 0         | –        | –         | 18        | 0         |
| Tổng cộng sự nghiệp    | Tổng cộng sự nghiệp | Tổng cộng sự nghiệp         | 229          | 6            | 18      | 1         | 23       | 0         | 270       | 7         |